# トリイ・ヘイデン
トリイ・ヘイデン（Torey Hayden、1951年5月21日 - ）は、アメリカ合衆国の児童心理学者で、特殊学級の教師、大学講師、作家である。モンタナ州リビングストン生まれ。
情緒障害児教室や福祉施設での児童との交流を綴った『シーラという子』などのノンフィクション作品のほか、数冊のフィクション作品も産み出している。

## 経歴
1980年、アメリカからウェールズに移住。
1982年、スコットランド人の男性と結婚、1985年に娘を出産。
現在スコットランドで執筆活動のかたわら農業を営み、児童心理学の研究から児童虐待やいじめのカウンセリング、ボランティアなど、様々な活動を行なっている

## 著作リスト
- ノンフィクション（邦訳はすべて入江真佐子、早川書房、のち文庫）
  - One Child、1980年『シーラという子 虐待されたある少女の物語』1996
  - Somebody Else’s Kids、1981年『よその子 見放された子どもたちの物語』1997
  - Murphy’s Boy、1983年『檻のなかの子 憎悪にとらわれた少年の物語』1997
  - Just Another Kid、1988年『愛されない子 絶望したある生徒の物語』1998
  - Ghost Girl、1991年『幽霊のような子 恐怖をかかえた少女の物語』1998
  - The Tiger’s Child、1995年『タイガーと呼ばれた子 愛に飢えたある少女の物語』1996
  - Beautiful Child、2002年『ヴィーナスという子 存在を忘れられた少女の物語』 2002
  - Twilight Children: Three Voices No One Heard Until a Therapist Listened 2005 霧のなかの子 行き場を失った子どもたちの物語』2005
  - The Silent Boy: He Was a Frightened Boy Who Refused to Speak - Until a Teacher's Love Broke Through the Silence 2007
  - Lost Child: The True Story of a Girl Who Couldn't Ask for Help、 2019年『うそをつく子』2021
- フィクション
  - The Sunflower Forest、1984年『ひまわりの森』1999
  - The Mechanical Cat、1999年『機械じかけの猫』2000
  - The Very Worst Thing、2003年『最悪なことリスト』2004
  - Overheard in a Dream 2008
  - Innocent Foxes 2011

### 共著
- 『子どもたちは、いま』斎藤学共著 早川書房 1999

## 関連書籍
- 子どもたちは、いま (1999年) ISBN 4152082321
- シーラたち トリイ・ヘイデン読書感想文集 (1999年) ISBN 4152082194